# Reviralho
 (février 2024).
Si vous disposez d'ouvrages ou d'articles de référence ou si vous connaissez des sites web de qualité traitant du thème abordé ici, merci de compléter l'article en donnant les références utiles à sa vérifiabilité et en les liant à la section « Notes et références ».

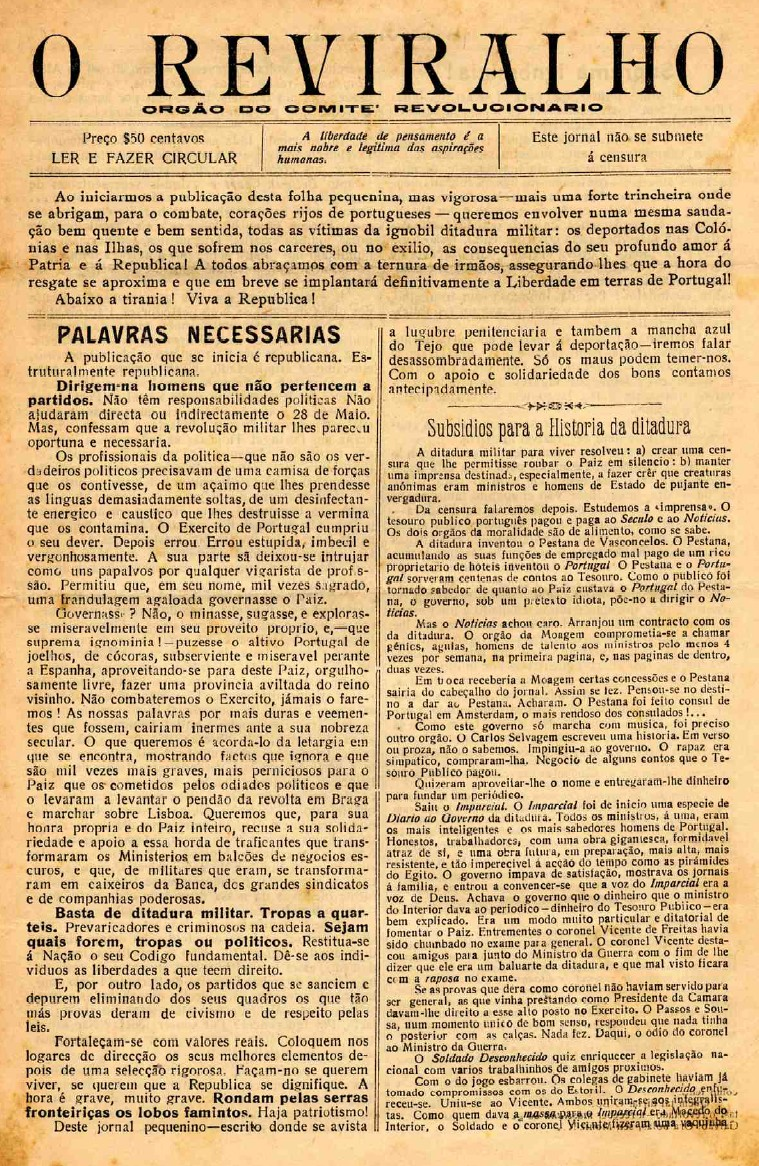
Première page du n.º 1 de O Reviralho, un journal clandestin publié à Lisbonne durant le second semestre de 1927.

Le Reviralho, ou Reviralhismo, désigne l'ensemble des mouvements politiques pro-insurrectionnels issus directement ou indirectement de l'action politique développée par l'opposition républicaine, démocratique et libérale face à la dictature militaire et à l'Estado Novo au Portugal entre 1926 et 1940. 
Alors que la dictature s'installe peu à peu dans le pays depuis 1926 (elle se prolongera jusqu'en 1974), le Reviralhismo constituera, particulièrement entre 1926 et 1931, le principal mouvement d'opposition. Il profitera du climat insurrectionnel qui régnait depuis 10 ans déjà.      
Malgré le manque d'unité dans l'action et de cohérence politique, du fait des nombreux intervenants et des stratégies diverses, le Reviralhismo, va prendre un caractère révolutionnaire essentiellement républicain. Entre 1926 et 1940, il va chercher à rétablir la démocratie et les libertés individuelles et publiques, auxquelles la Révolution Nationale avaient mis fin, en organisant des dizaines de révoltes, sans succès. Les actions successives, d'inspirations reviralhiste, intervenues entre 1927 et 1931, et particulièrement cette dernière année, vont instaurer un climat de quasi guerre civile chronique qui rendra difficile le processus de consolidation du régime dictatorial et obligera les dirigeants à tenter une conciliation avec les républicains conservateurs. Ces concessions successives vont permettre de retarder l'institutionnalisation du nouveau régime et de déterminer, en grande partie, son caractère. 
La révolte de février 1927 reste la seule action qui ait vraiment menacé le régime. La réaction du régime fut à la hauteur de l'événement : de nombreux opposants furent arrêtés, déportés ou contraints à l'exil. Le groupe réuni à Paris y formera la Ligue de Défense de la République, plus connue sous le nom de Ligue de Paris.       
Le mouvement perd de la vigueur après 1931, finissant par disparaître en 1940, du fait de la consolidation de l'Estado Novo, de l'atmosphère politique et sociale du pays après la guerre civile espagnole et du début de la Seconde Guerre mondiale. La période n'est plus alors aux aventures insurrectionnelles. Par ailleurs, entre 1939 et 1940, les principaux chefs du mouvement, jusqu'alors exilés à Paris, sont contraints de revenir au Portugal pour échapper au conflit. Cela contribua fortement à la fin du mouvement et inaugura pour le régime une longue période de stabilité politique qui devait durer jusqu'en 1974. 